# ゴウン
ゴウン（고은 / GoEun、1999年9月3日 - ）は、韓国の歌手、作詞家、作曲家である。女性アイドルグループ・PURPLE KISSのメンバーである。身長160cm、血液型B型。

## 来歴

### デビュー前
2017年、JTBC制作のオーディション番組「MIXNINE」に出演したが、脱落した。2017年5月以降からのRBWの練習生として生活する。
2018年2月、韓林演芸芸術高等学校を卒業し、RBWの練習生グループ・365 Practiceのメンバーとして活動をした。その後、2018年4月から放送されたMnet制作のオーディション番組「PRODUCE 48」にパク・ジウンと共に出演し、ボーカル技量を明らかにして注目を集めたが、結果最終29位に脱落して惜しくもデビューはできなかった。その後、再び365 Practiceに戻り、グループとしての活動を再開する。
2019年4月、テレビドラマ『憑依』シリーズのサウンドトラックに参加する。

### デビュー後
2020年7月、365 Practiceの公式デビューが決定したことを発表し、2021年3月、PURPLE KISSのメンバーとしてデビューする。同グループでは、作詞や作曲にも携わっている。

## 作品

### 参加作品

#### アルバム
| タイトル                                          | 収録曲                                                                               | アーティスト                                    | 備考             |
| ------------------------------------------------- | ------------------------------------------------------------------------------------ | ----------------------------------------------- | ---------------- |
| PRODUCE 48 - 30 Girls 6 Concepts (2018年8月18日)  | 1. 너에게 닿기를 (To Reach You) （君に届くように）                                   | 기억 조작단 (Memory Fabricators) （記憶操作団） | 歌               |
| 내 맘 같지 않네요 (Unforgettable) (2019年6月18日) | 1. 내 맘 같지 않네요 (Unforgettable) (Feat. ナ・ゴウン) （思い通りにいかないですね） | 런치박스 (lunCHbox) （ランチボックス）          | フィーチャリング |

#### サウンドトラック
| タイトル                                | 収録曲                          |
| --------------------------------------- | ------------------------------- |
| 『憑依』OST Part 5 (2019年4月4日)       | 1. 날아 (Fly) 2. 날아 (Inst.)   |
| 『学校2021』OST Part 1 (2021年11月24日) | 1. Dream On 2. Dream On (Inst.) |

### 作詞・作曲
- 『INTO VIOLET』（2021年）
  - Ponzona - 共同
  - Skip Skip - 共同
  - 마침표 (Period)（ピリオド） - 共同
- 『HIDE & SEEK』（2021年）
  - 세벽2시 (2am)（明け方2時） - 共同

## 出演

### テレビ番組
- PRODUCE 48（2018年6月15日 - 8月31日、Mnet）